# Сонячне затемнення 29 травня 1919 року
Сонячне затемнення 29 травня 1919 — повне сонячне затемнення. Примітне тим, що виявилося найдовшим за попередні 500 років: максимальна тривалість повної фази склала 6 хвилин 51 секунду. Крім того, це затемнення дозволило вперше експериментально підтвердити загальну теорію відносності: для її перевірки Велика Британія організувала дві астрономічні експедиції, що спостерігали затемнення.
1. 1 2 3 4  https://eclipse.gsfc.nasa.gov/5MCSE/5MCSEcatalog.txt